# Jenny Durkan
Jenny Anne Durkan (Seattle, Washington Estados Unidos, 19 de mayo de 1958) es una política demócrata estadounidense, actual alcaldesa de Seattle.  
Es hija de Martin Durkan, que alguna vez fue considerado uno de los políticos más poderosos del estado. Después de obtener su título en Derecho por la Universidad de Washington en 1985, Durkan comenzó a ejercer la abogacía; ella tuvo muchos casos prominentes tanto en nombre del gobierno como para organizaciones privadas. Durante este tiempo también trabajó para muchas organizaciones sin ánimo de lucro y grupos de defensa, y fue brevemente la abogada principal del gobernador Mike Lowry. En octubre de 2009, el presidente Barack Obama la nombró su fiscal federal para el Distrito Oeste de Washington. Ocupó ese cargo hasta septiembre de 2014.
Durkan fue elegida alcaldesa de Seattle en 2017, convirtiéndose en la primera alcaldesa de la ciudad desde la década de 1920 y su segunda alcaldesa abiertamente LGBT elegida.  Ella ocupó el primer lugar en las primarias no partidistas de agosto y derrotó al planificador urbano y activista político Cary Moon en las elecciones generales de noviembre, con más del 60% de los votos. Ella y su pareja, Dana Garvey, tienen dos hijos.
La carrera legal y la alcaldía de Durkan han generado controversia. Ha recibido críticas por su decisión de no enjuiciar a Washington Mutual, su respuesta a las protestas por la muerte de George Floyd en Seattle y su manejo de la aplicación de la ley durante la protesta organizada de Capitol Hill. En julio de 2020, un juez de la Corte Superior del Condado de King dictaminó que su uso de gases lacrimógenos durante las protestas fue suficiente para que una petición la retirara como alcalde para seguir adelante.